# 살류트 1호
살류트 1호(러시아어: Салют-1)는 소련 최초의 우주 정거장이자, 세계 최초의 우주 정거장이다. 미국에서 아폴로가 달 착륙에 성공한 이후, 달 외의 다른 분야인 우주 정거장으로 관심을 옮기게 되면서 1971년 4월 19일 발사되었다. 발사 이후 1971년 4월 23일 소유스 10호가 발사되어 살류트 1호에 도킹 성공한다. 그러나 소유즈 우주선과 살류트 1호를 연결하는 해치가 고장이 나 우주인들은 살류트 1호로 진입할 수 없었고, 결국 성과 없이 지구로 귀환할 수밖에 없었다. 소련은 포기하지 않고 1971년 6월 6일 소유스 11호를 발사하여 살류트 1호와 도킹을 성공시킨다. 이번에는 진입에 성공하여 세 명의 우주인들은 22일 동안 살류트 1호에 머물며 지구를 관측하고 우주 식물을 배양하는 등 우주 체류에 관한 연구를 수행했다. 그러나, 1971년 6월 30일 소유스 11호가 임무를 마치고 지구로 귀환하던 중 우주선에서 공기가 새어 세 명의 우주인들이 모두 사망하는 사고가 발생한다. 그러나 소유스 11호 덕분에 소련은 우주에서 인간이 체류할 수 있다는 가능성을 확인할 수 있었다. 살류트 1호는 임무를 마치고 1971년 10월 11일 지구 대기권에 재돌입해 소멸되었다.

## 설계
소련의 살류트 우주 정거장에는 군사 목적의 알마즈(OPS)와 비군사 목적의 DOS의 2개의 형식이 있었다. 살류트 1호는 DOS형 우주 정거장으로, 공식적으로는 비군사 목적의 우주 정거장이었다. 그러나 실제로는 군사적인 임무 내용도 포함되어 있었다.
살류트 1호는 굵기가 다른 원통이 늘어선 형태를 한 우주 정거장으로, 길이 13 m, 최대 직경은 4 m였다. 여압 구획의 부피는 99 m³, 질량은 18 t 에 이르렀다. 전력은 소유스 우주선으로부터 설계를 유용한 4개의 태양 전지 패널에 의해서 충당했다.
살류트 1호는 4개의 구획으로 구성되어 있었다. 소유스와의 도킹에 사용되는 이승 구획, 우주인들의 생활이나 실험 장소인 주요 구획, 생명유지장치 등의 우주 정거장의 기능을 유지하는 장치를 실은 보조 구획, 정거장의 궤도를 유지하기 위한 기관 구획이었다. 기관 구획은 소유스 우주선의 서비스 모듈과 공통 설계가 되어 있었다.
살류트 1호에 탑재된 주요한 장치로서 오리온 1 우주 천문대로 불리는 것이 있었다. 오리온 1은 주경(主鏡) 직경 28 cm 의 자외선 망원경을 중심으로 한 천체 관측 장치로, 200-380 나노미터 (nm)의 파장 영역의 스펙트럼을 5 nm의 해상도로 얻을 수 있었다.

## 운용
살류트 1호는, 1971년 4월 19일에 바이코누르 우주 기지에서 프로톤 8K82K 로켓을 사용해서 발사되었다. 궤도에 오르는 데까지는 예정대로 진행되었지만, 과학 기기 수납 공간을 가리는 커버가 분리되지 않는 문제가 발생해, 계획하고 있던 관측의 대부분이 불가능하게 되었다. 소유스에 의한 우주인들의 수송은 당초의 계획대로 실시하게 되었다.

### 소유스 10호
1971년 4월 22일, 우주 정거장에 우주비행사 3명을 보내기 위해서 소유스 10호가 발사되었다. 1971년 4월 23일, 소유스 10호는 살류트 1호와의 도킹을 시도했다. 도중에 자동 장치가 고장났기 때문에, 수동 조작에 의한 접근을 했다. 소프트 도킹(완전한 결합의 전단계로서 우주선을 고정하는 것)에 성공했지만, 하드 도킹(완전한 도킹)에는 실패해, 우주비행사가 정거장에 탑승하는 일은 할 수 없었다. 5시간 30분후, 소유스 10호는 목적을 이루지 못하고 살류트 1호로부터 멀어져 1971년 4월 24일에 지구로 귀환했다.

### 소유스 11호
1971년 6월 6일, 3명의 우주비행사를 태운 소유스 11호가 발사되어 다음날인 6월 7일에 살류트 1호와의 도킹에 성공했다. 승무원이 정거장 내에 들어가려고 하는데 냄새가 나는 연기가 가득했다. 공기가 정화될 때까지 우주비행사는 소유스 우주선에서 수면을 취했다. 6월 8일에 소유스 11호는 대기 모드로 옮겨져 본격적인 정거장의 운용이 개시되었다. 지상에서는 세계 최초의 우주 정거장의 운용 개시가 보도되고 있었다.
소유스 11호의 승무원은 우주 정거장의 자세 제어나 궤도 변경을 실시했다. 커버가 벗겨지지 않았기 때문에 일부의 관측 장치는 사용 불능이었지만, 그 이외의 실험은 비교적 순조롭게 진행되었다. 오리온 1의 자외선 망원경에 의해서 시리우스와 켄타우루스자리 베타별의 자외선 스펙트럼이 관측되었다. 다른 임무 내용으로서는 지구 표면이나 대기권의 관측이 포함되어 있었다. 장기간의 우주 체류가 인체에 주는 영향을 조사하는 것도 중요한 임무의 하나였다.
1971년 6월 29일, 23일간의 우주 체류를 끝낸 3명은 소유스 11호를 타고 살류트 1호로부터 멀어져 1971년 6월 30일에 지구로 귀환했다. 그러나 승무원은 캡슐 내에서 사체가 되어 발견되었다. 조사 결과, 대기권 돌입 직전에 캡슐의 공기가 빠져 승무원들이 질식사한 것으로 판명되었다.

### 소유스 12호
소유스 12호는 살류트 1호에 도킹할 계획이었지만, 소유스 11호의 사고에 영향을 받아 중지되었다. 실제의 소유스 12호는 안전성을 높이기 위해서 개량된 우주선의 시험 비행으로서 발사되었다.

### 재돌입
살류트 1호의 설계 수명은 3개월이었지만, 이후의 계획의 참고를 위해서 기간이 지난 뒤에도 무인으로의 운용이 계속되어 추진제의 소비량이나 공력 특성을 조사할 수 있었다. 1971년 7월부터 1971년 8월에 걸쳐 공기 저항에 의한 낙하를 막기 위해 정거장을 보다 높은 궤도로 이동시켰다. 그러나 1971년 10월에 전자기기의 고장이 발생해, 우주 정거장을 제어할 수 없게 될 가능성이 높았기 때문에, 1971년 10월 11일에 마지막 궤도수정을 실시해 태평양 상의 대기권에 재돌입해 파괴되었다.

## 같이 보기
- 미르: 살류트 이후의 러시아의 우주정거장
- 국제 우주 정거장: 16개국이 공동으로 참여하여 건설한 우주정거장
- DOS-2: 외형은 살류트 1호와 똑같이 생겼으며 살류트 프로그램의 두번째 비군사적 우주정거장이 될뻔했으나 발사가 실패하였다